# Župnija Brežice
Župnija Brežice je rimskokatoliška teritorialna župnija Dekanije Laško - Videm ob Savi Škofije Celje.
V župniji je med letoma 1939 in 1941 deloval kaplan Lojze Kozar, za katerega je sedaj v teku njegov postopek za priznanje svetništva.
Do leta 1941 je v Brežicah deloval tudi Frančiškanski samostan Brežice. Takrat so Nemci frančiškane pregnali, prostore spremenili v nemško gimnazijo, samostansko cerkev sv. Antona Padovanskega pa porušili.
Do 7. aprila 2006, ko je bila ustanovljena Škofija Celje, je bila župnija del Savskega naddekanata Škofije Maribor. Župnija skrbi tudi za oskrbo v Splošni bolnišnici Brežice, kjer je kapela Lurške Matere Božje. V zadnjih letih je v obnovi Slomškov dom, ki se nahaja v stavbi nekdanje osnovne šole, tik za župnijsko cerkvijo.

## Sakralni objekti
| #               | Slika                     | Cerkev                                                             | Kraj    |
| --------------- | ------------------------- | ------------------------------------------------------------------ | ------- |
| 1.              | Klikni za spremembo slike | Cerkev sv. Lovrenca                                                | Brežice |
| 2.              | Klikni za spremembo slike | Cerkev sv. Lenarta                                                 | Brežice |
| 3.              | Klikni za spremembo slike | Cerkev sv. Roka                                                    | Brežice |
| 4.              | Klikni za spremembo slike | Kapela Božjega groba                                               | Brežice |
| Domske kapele   |                           |                                                                    |         |
| 1.              |                           | Kapela sv. Križa v Slomškovem domu                                 | Brežice |
| 2.              |                           | Kapela Lurške Matere Božje v Splošni bolnišnici Brežice            | Brežice |
| 3.              |                           | Kapela Srca Jezusovega v Domu upokojencev Brežice                  | Brežice |
| Nekdanja cerkev |                           |                                                                    |         |
| 1.              | Klikni za spremembo slike | Cerkev sv. Antona Padovanskega (frančiškanska, porušena leta 1941) | Brežice |